# ان‌جی‌سی ۳۸۶
ان‌جی‌سی ۳۸۶ (انگلیسی: NGC 386) نام یک کهکشان در صورت فلکی ماهی است.